# Winter X Games Norvegia 2017
I Winter X Games Norvegia 2017 sono stati la sesta edizione della manifestazione organizzata dalla ESPN, si sono svolti dall'8 all'11 marzo 2017 ad Hafjell.

## Risultati

### Snowboard
| Evento | Evento     | Oro            | Argento        | Bronzo            |
| Uomini | Slopestyle | Sven Thorgren  | Ståle Sandbech | Sébastien Toutant |
| Uomini | Big Air    | Mark McMorris  | Maxence Parrot | Torgeir Bergrem   |
| Donne  | Slopestyle | Anna Gasser    | Jamie Anderson | Julia Marino      |
| Donne  | Big Air    | Silje Norendal | Julia Marino   | Anna Gasser       |

### Freestyle
| Evento | Evento     | Oro              | Argento       | Bronzo        |
| Uomini | Slopestyle | Øystein Bråten   | Nick Goepper  | James Woods   |
| Uomini | Big Air    | Henrik Harlaut   | Eirik Sæterøy | Jackson Wells |
| Donne  | Slopestyle | Johanne Killi    | Tess Ledeux   | Devin Logan   |
| Donne  | Big Air    | Mathilde Gremaud | Kelly Sildaru | Maggie Voisin |

## Medagliere
| Pos.   | Paese         | Oro | Argento | Bronzo | Totale |
| ------ | ------------- | --- | ------- | ------ | ------ |
| 1      | Norvegia      | 3   | 2       | 1      | 6      |
| 2      | Svezia        | 2   | 0       | 0      | 2      |
| 3      | Canada        | 1   | 1       | 1      | 3      |
| 4      | Austria       | 1   | 0       | 1      | 2      |
| 5      | Svizzera      | 1   | 0       | 0      | 1      |
| 6      | Stati Uniti   | 0   | 3       | 3      | 6      |
| 7      | Estonia       | 0   | 1       | 0      | 1      |
| 7      | Francia       | 0   | 1       | 0      | 1      |
| 9      | Nuova Zelanda | 0   | 0       | 1      | 1      |
| 9      | Regno Unito   | 0   | 0       | 1      | 1      |
| Totale | Totale        | 8   | 8       | 8      | 24     |